# 上武大学

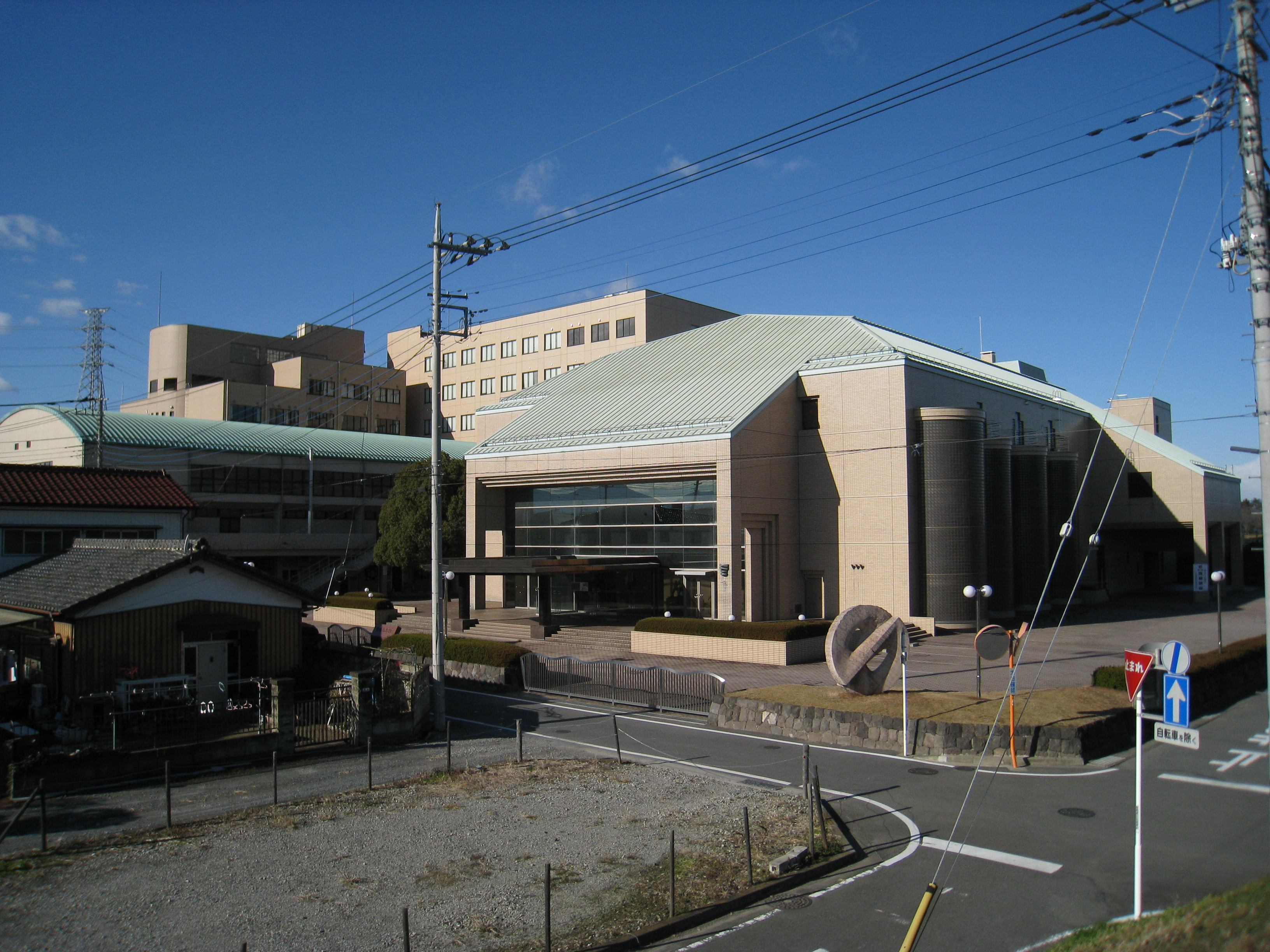
上武大学高崎キャンパス

上武大学（じょうぶだいがく、英語: Jobu University、公用語表記: 公用語表記）は、群馬県伊勢崎市戸谷塚町634-1に本部を置く日本の私立大学。1950年創立、1968年大学設置。大学の略称は上武大、上武。

## 概観

### 建学の精神（校訓・理念・学是）
「雑草精神（あらくさだましい）」

## 沿革

### 年表
- 1950年 - 教材出版・販売を行う株式会社学文館の創立
- 1960年 - 学文館、高崎高等予備学校を開校
- 1963年 - 学校法人学文館設立。学文館女子商業高等学校を開校
- 1964年 - 学文館女子商業高等学校を新町高等学校に改称
- 1966年 - 新町高等学校附属第一幼稚園を開園
- 1968年 - 上武大学開学、商学部を伊勢崎キャンパスに設置、新町高等学校を上武大学附属第一高等学校に、新町高等学校附属幼稚園を上武大学附属第一幼稚園に改称（附属第一高校は1979年に廃校）
- 1986年 - 新町キャンパス（現・高崎キャンパス）を開設、経営情報学部を設置（国内では6番目の設置）
- 1991年 - 学文館高崎高等予備学校を学文館高等予備学校に改称（1995年に生徒の募集を停止）
- 1997年 - 大学院経営管理研究科を開設
- 2002年 - 商学部をビジネス情報学部に改称
- 2004年 - 新町キャンパスに看護学部を設置
- 2007年 - 東京八重洲にサテライトキャンパスを開設（2008年に学生の募集を停止）
- 2008年 - 高崎キャンパスにメディアセンター完成
- 2012年 - 高崎キャンパスに医学生理学研究所を開設
- 2014年 - ビジネス情報学部と経営情報学部を統合し、ビジネス情報学部スポーツ健康マネジメント学科、国際ビジネス学科を設置
- 2014年 - 高崎キャンパスに絵手紙ギャラリー&ミュージアム開設
- 2019年 - ビジネス情報学部スポーツ健康マネジメント科に救急救命士コースを設置

## 基礎データ

### 所在地
- 伊勢崎キャンパス（群馬県伊勢崎市戸谷塚町634-1）
- 高崎キャンパス（群馬県高崎市新町270-1）

## 教育および研究

### 組織

#### 学部
- ビジネス情報学部
  - スポーツ健康マネジメント学科
    - スポーツマネジメントコース
    - スポーツトレーナーコース
    - 柔道整復師コース
    - 救急救命士コース

  - 国際ビジネス学科
    - 国際ビジネスコース
    - 会計ファイナンスコース
    - 経済・経営コース
- 看護学部
  - 看護学科

#### 研究科
- 経営管理研究科
  - 経営管理専攻
    - 経営管理コース
    - 会計システムコース
    - スポーツ健康マネジメントコース

#### 附属機関
- 図書館
- 医学生理学研究所
- 手がき文化研究所
- 絵手紙ギャラリー&ミュージアム

## 学生生活

### 部活動・クラブ活動・サークル活動
吹奏楽部は吹奏楽コンクールやアンサンブルコンテストで全国大会への出場経験があるなど、最近では文化部の評価も高い。

### 学祭
毎年秋に、「雑草祭」と称しての大学祭が行われる。

### スポーツ
硬式野球部は関甲新学生リーグに所属している。プロ野球選手も輩出。最高成績は全日本大学野球選手権大会優勝、明治神宮野球大会準優勝。
駅伝部は、2004年に花田勝彦を監督に迎えて創部。第85回東京箱根間往復大学駅伝競走予選会3位により、創部5年で箱根駅伝初出場を決めた。そしてその後も同86回大会、同87回大会、同88回大会、同89回大会、同90回大会、同91回大会、同92回大会、同93回大会、同94回大会、同95回大会に出場と、11年連続出場を果たした。10区で福島弘将が上武大学初の区間賞を獲得。さらに2011年の全日本駅伝にも初出場し、結果は総合6位としてシード権を獲得した。なお、花田は2016年で監督を勇退しており、コーチの近藤重勝にバトンタッチしている。

## 大学関係者と組織

### 大学関係者一覧
- 上武大学の人物一覧

## 施設

### キャンパス

#### 伊勢崎キャンパス
- 使用学部 - ビジネス情報学部
- 交通アクセス - 伊勢崎駅と本庄駅北口からそれぞれスクールバスで15分から20分。国際十王バス上武大入口バス停下車徒歩10分。

伊勢崎キャンパスにはビジネス情報学部スポーツ健康マネジメント学科が存在し、全面人工芝の野球場・サッカー場などスポーツ施設が充実している。

#### 高崎キャンパス
- 使用学部 - ビジネス情報学部・看護学部
- 使用研究科 - 大学院経営管理研究科
- 交通アクセス - JR高崎線新町駅から徒歩15分。

高崎キャンパスには大学院経営管理研究科・ビジネス情報学部国際ビジネス学科・看護学部が存在し、スタジオなどメディア関係の設備が充実している。2015年、メディアセンター内にアクティブラーニング室を新設。

## 対外関係

### 他大学との協定
- 放送大学[2]
- カリフォルニア大学デービス校（海外研修事業として）

## 社会との関わり
箱根駅伝をモチーフにした映画『風が強く吹いている』（2009年3月公開）に全面協力。

## 公式サイト
- 上武大学
- ウィキメディア・コモンズには、上武大学に関するカテゴリがあります。